# Rheocricotopus nigrus
Rheocricotopus nigrus är en tvåvingeart som beskrevs av Wang 1991. Rheocricotopus nigrus ingår i släktet Rheocricotopus och familjen fjädermyggor. Inga underarter finns listade i Catalogue of Life.